# Novohannivka, Krîvîi Rih
Novohannivka (în ucraineană Новоганнівка) este un sat în comuna Lozuvatka din raionul Krîvîi Rih, regiunea Dnipropetrovsk, Ucraina.

## Demografie
Componența lingvistică a localității Novohannivka
     Ucraineană (98,29%)
     Rusă (1,71%)
Conform recensământului din 2001, majoritatea populației localității Novohannivka era vorbitoare de ucraineană (98,29%), existând în minoritate și vorbitori de rusă (1,71%).